# Valeriana coleophylla
Valeriana coleophylla är en kaprifolväxtart som beskrevs av Friedrich Ludwig Diels. Valeriana coleophylla ingår i släktet vänderötter, och familjen kaprifolväxter. Inga underarter finns listade i Catalogue of Life.